# Dickie Moore (acteur)
Pour les articles homonymes, voir Moore et Dickie Moore.
John Richard Moore, Jr., appelé Dickie Moore (parfois crédité Dick Moore), né le 12 septembre 1925 à Los Angeles (Californie) et mort le 7 septembre 2015 à Wilton au Connecticut, est un acteur américain,.

## Biographie

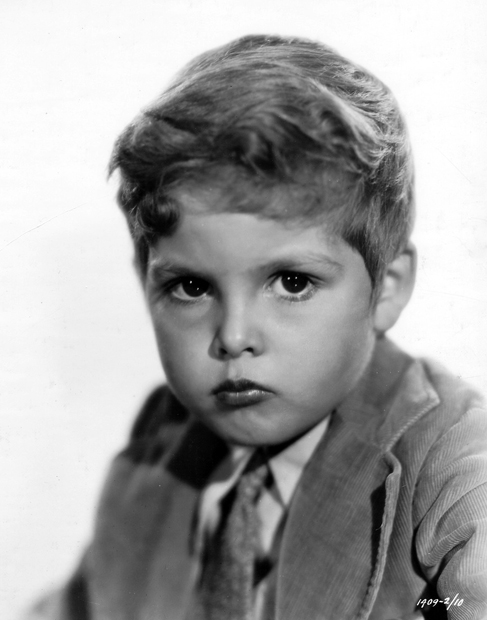
En 1932 (photo promotionnelle)

Dickie Moore débute au cinéma à moins d'un an, dans le film muet The Beloved Rogue d'Alan Crosland, sorti en 1927, où il est François Villon bébé (personnifié adulte par John Barrymore). Son troisième film est Madame X de Lionel Barrymore (1929, avec Ruth Chatterton et Lewis Stone).
La suite de sa filmographie (comprenant près de cent films américains en tout) se situe majoritairement dans les années 1930, donc durant son enfance. En particulier, il contribue à huit courts métrages réalisés par Robert F. McGowan, sortis en 1932 et 1933, de la série cinématographique Les Petites Canailles (ex. : Birthday Blues (en) en 1932, avec Stymie Beard).
Il poursuit toutefois sa carrière au grand écran adolescent et jusqu'à vingt-six ans, ses deux derniers films sortant en 1952 (dont The Member of the Wedding de Fred Zinnemann, avec Ethel Waters et Julie Harris). Parmi ses autres films notables, citons Mon grand de William A. Wellman (1932, dans le rôle de Dirk De Jong, repris adulte par Hardie Albright), Peter Ibbetson d'Henry Hathaway (1935, avec Gary Cooper dans le rôle-titre adulte, lui-même l'interprétant enfant), Sergent York d'Howard Hawks (1941, avec Gary Cooper et Walter Brennan), ou encore Pendez-moi haut et court de Jacques Tourneur (1947, avec Robert Mitchum et Jane Greer).
Pour la télévision, Dickie Moore contribue à sept séries dans les années 1950, dont Lux Video Theatre (en) (deux épisodes, 1951-1953) et Omnibus (un épisode, 1957), où il tient son ultime rôle. Il revient néanmoins au petit écran à partir de 1988, mais seulement pour quelques apparitions comme lui-même.
Cette même année 1988, il se marie en troisièmes noces avec l'actrice Jane Powell. Souffrant de démence sénile, « il est mort de causes naturelles » le 7 septembre 2015, a déclaré Helaine Feldman, président de Dick Moore & Associates, firme new-yorkaise de relations publiques.

## Filmographie partielle

### Au cinéma
- 1927 : L'Étrange Aventure du vagabond poète (The Beloved Rogue) d'Alan Crosland : François Villon (bébé)
- 1928 : Object: Alimony de Scott R. Dunlap : Jimmy Rutledge Jr.
- 1929 : Madame X de Lionel Barrymore : Un enfant regardant les marionnettes
- 1929 : Amour de gosses (Blue Skies), d'Alfred L. Werker
- 1930 : Passion Flower de William C. de Mille : Tommy
- 1930 : Soyons gai (Let Us Be Gay) de Robert Z. Leonard : Le jeune Bobby
- 1930 : The Office Wife de Lloyd Bacon
- 1939 : Lummox de Herbert Brenon
- 1931 : Manhattan Parade de Lloyd Bacon : Junior Roberts
- 1931 : Le Mari de l'Indienne (The Squaw Man) de Cecil B. DeMille : Le petit Hal Carston
- 1931 : The Star Witness de William A. Wellman : Ned Leeds

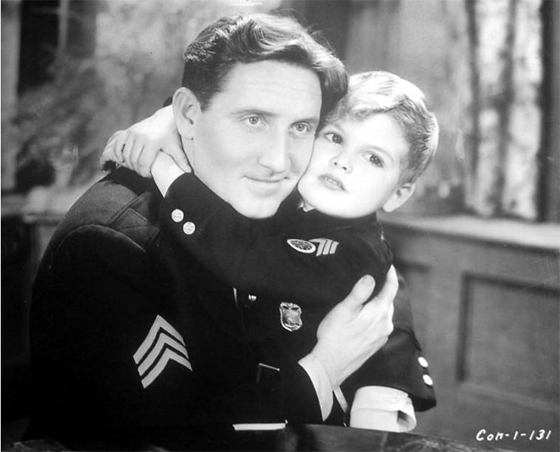
Avec Spencer Tracy, dans Disorderly Conduct (1932)

- 1932 : Blonde Vénus (Blonde Venus) de Josef von Sternberg : Johnny Faraday
- 1932 : Winner Take All de Roy Del Ruth
- 1932 : Folies olympiques (Million Dollar Legs) d'Edward F. Cline : Willie
- 1932 : Mon grand (So Big!) de William A. Wellman : Dirk De Jong (enfant)
- 1932 : Une allumette pour trois (Three on a Match) de Mervyn LeRoy : Junior
- 1932 : Disorderly Conduct de John W. Considine Jr. : Jimmy
- 1932 : Fireman, Save My Child de Lloyd Bacon : Herbie
- 1933 : Ceux de la zone (Man's Castle) de Frank Borzage : Joey
- 1933 : Oliver Twist de William J. Cowen : Oliver Twist
- 1933 : Gabriel au-dessus de la Maison-Blanche (Gabriel over the White House) de Gregory La Cava : Jimmy Vetter
- 1933 : Gallant Lady de Gregory La Cava : Deedy Lawrence
- 1934 : L'Homme de quarante ans (Upperworld) de Roy Del Ruth : Tommy Stream
- 1934 : In Love with Life de Frank R. Strayer : Laurence « Laury » Applegate
- 1934 : The Human Side d'Edward Buzzell : Bobbie Sheldon
- 1934 : Little Men de Phil Rosen : Demi
- 1935 : Roses de sang (So Red the Rose) de King Vidor : Middleton Redford
- 1935 : Peter Ibbetson d'Henry Hathaway : Peter « Gogo » Ibbetson (à 8 ans)
- 1936 : La Vie de Louis Pasteur (The Story of Louis Pasteur) de William Dieterle : Joseph Meister
- 1936 : Sans foyer (Timothy's Quest) de Charles Barton : Timothy
- 1937 : La Vie d'Émile Zola (The Life of Emile Zola) de William Dieterle : Pierre Dreyfus
- 1937 : Madame X de Sam Wood : Allan Simonds
- 1937 : L'Inconnue du palace (The Bride Wore Red) de Dorothy Arzner : Pietro
- 1938 : Love, Honor and Behave de Stanley Logan : Ted (enfant)
- 1938 : The Gladiator d'Edward Sedgwick : Bobby
- 1939 : Les Petites Pestes (The Under-Pup) de Richard Wallace : Jerry Binns
- 1939 : Lincoln in the White House de William C. McGann : Tad Lincoln
- 1940 : Une dépêche Reuter (A Dispatch from Reuter's) de William Dieterle : Julius Reuter (enfant)
- 1940 : L'Oiseau bleu (The Blue Bird) de Walter Lang : Un adolescent
- 1941 : The Great Mr. Nobody (en) de Benjamin Stoloff : « Limpy » Barnes
- 1941 : Sergent York (Sergeant York) d'Howard Hawks : George York
- 1942 : Miss Annie Rooney d'Edwin L. Marin : Marty White
- 1942 : Les aventures de Martin Eden (en) (The Adventures of Martin Eden) de Sidney Salkow : Johnny
- 1943 : Le ciel peut attendre (Heaven Can Wait) d'Ernst Lubitsch : Henry Van Cleve (à 15 ans)
- 1943 : Jive Junction d'Edgar G. Ulmer : Peter Crane
- 1943 : Le Chant de Bernadette (The Song of Bernadette) de Henry King : Adolard Bouhouhorts (à 15 ans)
- 1944 : Youth Runs Wild de Mark Robson : Georgie Dunlop
- 1944 : Le Roi du swing (Sweet and Low-Down) de Archie Mayo
- 1944 : The Eve of St. Mark de Maxwell Anderson et John M. Stahl : Zip West
- 1947 : Pendez-moi haut et court ou La Griffe du passé (Out of Past) de Jacques Tourneur : Le Kid
- 1947 : Dangerous Years d'Arthur Pierson : Gene Spooner
- 1948 : 16 Fathoms Deep d'Irving Allen : George
- 1948 : L'Antre de la folie (Behind Locked Doors) de Oscar Boetticher : Jim
- 1949 : Garçons en cage (Bad Boy) de Kurt Neumann : Charlie
- 1949 : Tuna Clipper de William Beaudine : Frankie Pereira
- 1950 : Les Requins du Pacifique (Killer Shark) de Oscar Boetticher : Jonesy
- 1952 : The Member of the Wedding de Fred Zinnemann : Le soldat
- 1952 : Eight Iron Men d'Edward Dmytryk : Le soldat Muller

### À la télévision (séries)
- 1951-1953 : Lux Video Theatre (en)
  - Saison 2, épisode 5 A Matter of Life (1951) : Tony
  - Saison 3, épisode 30 One for the Road (1953) : Carter Lockwood
- 1957 : Omnibus
  - Saison 5, épisode 16 Lee at Gettysburg de Delbert Mann : Lieutenant-général J.E.B. Stuart